# Bi đá trên băng

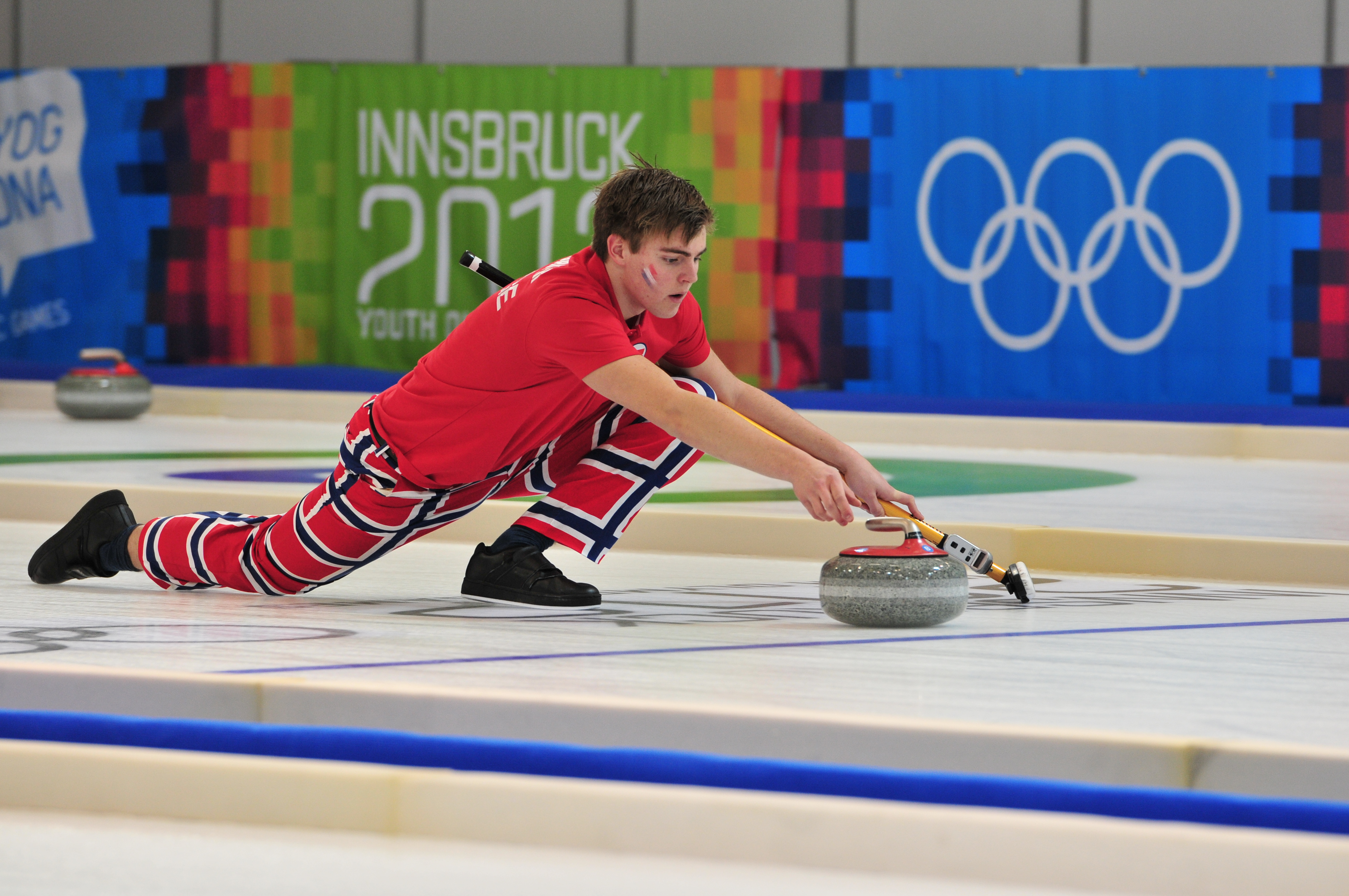

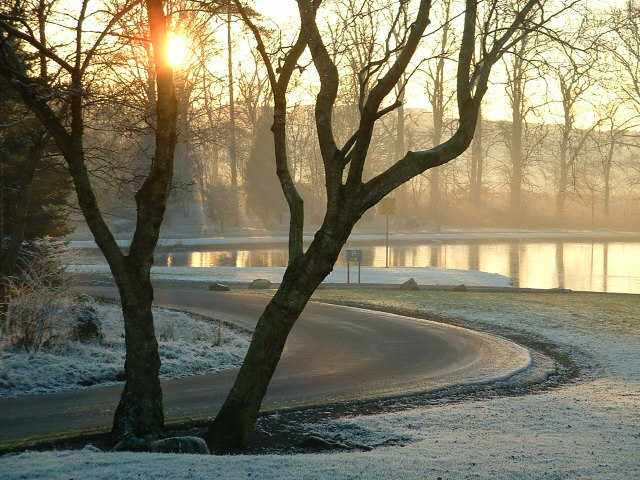
Sân chơi ở Colzium, Kilsyth, Scotland.

Bi đá trên băng  hay ném tạ trên băng (tiếng Anh gọi là curling hay curler) là môn thể thao mà người chơi phải trượt trên một tấm băng hướng tới khu vực mục tiêu được chia thành 4 vòng. Môn thể thao này bắt nguồn từ Scotland.